# G-Man
G-Man (укр. Джі-мен) — персонаж серії відеоігор Half-Life. Це загадковий чоловік, котрий впродовж сюжетів ігор спрямовує головних персонажів, володіє непоясненними можливостями і дивним виглядом та вимовою.

## Образ і можливості
Джі-мен є одним з наймістичніших персонажів серії Half-Life. Це високий чоловік середнього віку біля 35-40 років, одягнений у темний діловий костюм, білу сорочку і пурпурову краватку. Зазвичай протагоністи ігор бачать його здалеку, а Джі-мен спостерігає за ними кілька секунд, після чого зникає з поля зору. Якщо персонаж згодом добирається до того місця, як правило виявляється, що його неможливо покинути баченим чином, Джі-мен наче проходить крізь стіни. В той же час другорядні персонажі нерідко спілкуються з ним, але суть розмов лишається невідомою.
Джі-Мен з'явився у першій Half-Life (1998), періодично виникаючи в дослідному комплексі «Чорна Меза». В фіналі він пропонує Гордону Фрімену співпрацю, оскільки Гордон показав неабиякі здібності в боротьбі з прибульцями з інших світів. Як слідує з продовжень, Фрімен прийняв пропозицію та був занурений Джі-меном у застиглий час (стазис).
Джі-мен говорить, не завершуючи деяких висловлювань, і затримуючи деякі фрази, ставить неправильні наголоси. Особливо йому властиво протягувати літеру С, наприклад кажучи «Міссстер Фрімен», але одночасно його мовлення спокійне і впевнене. Фінальний бос гри Ніхілант згадує Джі-мена, вказуючи, що «він не людина» і Гордона «обмануть». У доповненні Half-Life: Opposing Force він рятує Едріана Шепарда, зацікавлений його здібностями, як і Фрімена. Саме Джі-мен, як показано в цій грі, активував атомну бомбу, яка знищила «Чорну Мезу».
Як зображено в Half-Life: Alyx, принаймні якийсь час після окупації Землі Альянсом, Джі-мен був ув'язнений у спеціальному пристрої «Сховищі». Коли його визволила Алікс Венс, помилково вважаючи «Сховище» зброєю, Джі-мен допоміг їй врятувати в майбутньому її батька, Ілая Венса, та «найняв на роботу».
У Half-Life 2 Джі-мен пробуджує Гордона Фрімена зі стану стазису. Він спостерігає за Гордоном і проявляє недружелюбність до істот вортигонтів, котрі намагаються в фіналі захистити Фрімена від цього персонажа. Як показує Half-Life: Episode 2, Джі-мен підштовхнув керівництво «Чорної Мези» до катастрофічного експерименту, принісши зразок для досліджень і наполігши на його аналізі без заходів безпеки.
Загалом перелік його непоясненних можливостей включає такі:
- Джі-мен здатний швидко мандрувати світом, зникаючи в одних місцях і виникаючи в інших.
- Він може зупиняти плин часу навколо себе і поміщувати у зупинений час людей.
- Йому під силу з'являтися у снах і видіннях, щоб попередити про майбутні події.
- Джі-мен може з'являтися на моніторах поверх зображення, ніби перебиваючи початковий сигнал.
- Між подіями Half-Life і Half-Life 2 минуло приблизно 20 років, але Джі-мен не постарів.
- Він переміщував Алікс Венс у часі на 5 років у майбутнє, щоб врятувати Ілая Венса.
- Джі-мен здатний чинити психічий тиск на людину, схиляючи до вигідних йому дій.

## Трактування імені
За словами розробників, «Джі-мен» не є його ні іменем, ні прізвищем, ні прізвиськом. Ця загальна назва має перекладатися як Government-Man, як зазвичай називають співробітників ФБР. Проте існують і інші розшифровки його імені серед фанатів: GOD-Man (людина Бога чи боголюдина) і навіть як Gordon Freeman, мовляв він є Гордоном з майбутнього. Остання версія була висунута на підставі порівняння обличчя Джі-мена з обличям Фрімена, які мають спільні риси.

## Розробка образу
Початково актор, образ якого ліг в основу Джі-мена в Half-Life 2, планувався для розробки Воллеса Бріна. Фото Френка Шелдона було оброблено в Photoshop, щоб надати короткої стрижки і зменшених рис обличчя. Побачивши ці фото, розробники Half-Life 2 зійшлися на думці, що Шелдон більше підходить на роль Джі-мена. Обличчя актора було розмічено намальованою на шкірі сіткою і на її основі вибудувано тривимірну модель. Дизайнер Ван Бюрен, створивши цю модель, віддав її Дабі Інгу, котрий втягнув щоки і затемнив очниці, надавши персонажу більш зловісного вигляду. Аніматор Даг Вуд згодом використав власну міміку для створення образу Джі-мена. В ході цього аніматор співпрацював з Шелдоном, спостерігаючи за виразами його обличчя. Поєднуючи його і власну міміку, він досягнув такого ефекту, що Джі-мен то наче співчутливо дивиться на Гордона Фрімена, а за мить грізно зиркає на нього, змушуючи гравця губитися в здогадках що насправді думає Джі-мен.
У коментарі до моделі Джі-мена «npc_gman.cpp» в файлах Half-Life 2 написано: «// Призначення: Джі-мен, слуга людей, якого не зрозуміли».

## Додаткові діалоги

### Half-Life
На початку Half-Life гравець може побачити через скло кабінету в Секторі C, як Джі-мен веде розмову з одним із вчених — доволі напружену, судячи з поведінки персонажів. Двері в кабінет зачинені, а скло броньоване, тому діалоги були спочатку записані приглушеними. У файлах гри можна знайти звукові доріжки, що стосуються цього моменту, причому не всі вони були використані в самій грі. Попри нерозбірливий звук, фрази Джі-мена коректні, і гравцями було запропоновано кілька ймовірних варіантів того, що саме він говорить. Щодо деяких трактувань діалогів існує загальний консенсус, щодо деяких запропоновано кілька розшифровок, деякі ж дуже складні для розшифрування:
- «Це не вам вирішувати» (gman_mumble1.wav);
- «Ви не повинні перешкоджати» (gman_mumble2.wav);
- «Я хотів зустрітися і дізнатися, що вам потрібно» (gman_mumble3.wav);
- «Якщо б у мене було одне…» — продовження фрази мало узгоджено (gman_mumble4.wav);
- «Мої наймачі передали керівництво» або «Мої наймачі не згодні» (gman_mumble5.wav);
- «Ви вчений, і ...» — фраза не була узгоджена повністю; подальші слова розшифровують по-різному, наприклад «…і боїтеся», «…і шахрай»; наприкінці ж Джі-мен вимовляє слова дещо високим тоном, їх трактують як сміх чи слово із двох фонетично схожих складів (gman_mumble6.wav);
- (вчений) «Я сто разів казав вам, наскільки я проти застосування обладнання вище цього рівня» (c1a0_sci_mumble.wav).

В архівах Half-Life також можна знайти невикористаний варіант фрази з монологу Джі-мена в кінці гри, яку він говорить при відмові гравця у співпраці:
- «Що ж… Мабуть, ми не співпрацюватимемо. Жодних жалювань, містере Фрімен, але є кілька тих, хто вижив після влаштованої вами різанини, які хотіли б мати можливість зустрітися з людиною, відповідальною за повне знищення їхньої раси».

### Half-Life 2
На виставці відеоігор E3 2003 був продемонстрований відеоролик до майбутньої Half-Life 2, в якому Джі-мен вимовляє кілька фраз, що не пролунали у грі:
- «Ми були досить зайняті у вашу відсутність, містере Фрімен»;
- «Увага, містере Фрімен, я не збираюся повторювати це ще раз»;
- «Що ж… Мабуть, ми не співпрацюватимемо» (китайською);
- «Так, так… Все зовсім не так, як у минулі часи».

Перед виходом Half-Life 2 по Інтернету поширювалися деякі звукові файли з фразами Джі-мена з порівнянням оригінального і російськомовного озвучування персонажа. Одна з цих фраз призначалася для тренувального курсу, який не увійшов до фінальної версії гри:
- «Дуже розумно, містере Фрімен, але ви не повинні тут перебувати… правду кажучи, і не перебуваєте. Повертайтеся туди, де вам належить бути, і забудьте про все це до нашої нової зустрічі».

Частина цієї репліки («Ви не повинні тут перебувати. Забудьте про все це») була також використана в трейлері Half-Life 2: Episode Two: Джі-мен вимовляє її, підходячи до лежачої непритомної Алікс Венс; у самій грі репліка, проте, відсутня.

## Оцінки персонажа
Вебсайт «GameDaily» дав Джі-мену 5-е місце в списку «Топ 25 злих маніпуляторів усіх часів у відеоіграх». У спільноті програми Garry's Mod Джі-мен є одним з найпопулярніших персонажів. Зазвичай йому надають комічного вигляду невластивими виразами обличчя і позами. У таких фанатських творах як пародійний комікс «Стурбований: напів-життя і смерть Гордона Фромана», загадковість Джі-мена розвінчується — він просто вчасно ховається.